# Dark City
Dark City és una pel·lícula australiano-estatunidenca dirigida per Alex Proyas, estrenada l'any 1998. Ha estat doblada al català.

## Argument
Un home es desperta al seu bany, una gota de sang emperla el seu front. No recorda res, es posa roba nova dipositada a la seva habitació d'hotel quan rep una trucada telefònica anònima. Se l'avisa que « ells arriben i que no ha de « deixar-se » mai atrapar. Quan fuig, percep el cos d'una víctima sobre el terra. És perseguit a la vegada per un detectiu que investiga sobre els homicidis que pretesament hauria comes i per estranys homes pàl·lids i calbs, tots vestits de la mateixa manera. A mesura que passa el temps, s'assabenta que aquests homes misteriosos de poders sobrenaturals adormen tot la població cada nit i recomponen totalment la ciutat així com els records dels seus habitants. Descobreix que la ciutat és una plataforma rectangular geganta que deriva cap a l'espai.

## Repartiment
- Rufus Sewell: John Murdoch
- William Hurt: l'inspector Frank Bumstead
- Kiefer Sutherland: Dr. Daniel P. Schreber
- Jennifer Connelly: Emma Murdoch / Anna
- Richard O'Brien: M. Main
- Ian Richardson: M. Livre
- Bruce Spence: M. Mur
- Colin Friels: el detectiu Eddie Walenski
- John Bluthal: Karl Harris
- Mitchell Butel: l'oficial Husselbeck
- Melissa George: May
- Frank Gallacher: l'inspector Stromboli
- Ritchie Imitar: el gestor de l'hotel
- Justin Monjo: el taxista
- Nicholas Bell: M. Pluie

## Al voltant de la pel·lícula
- El rodatge va començar el 12 d'agost de 1996 i es va desenvolupar a Los Angeles i Sydney (sobretot als Fox Productora s Australia).[3]
- Els decorats del film van ser reutilitzades pel rodatge de Matrix (1999): sobretot per l'escena d'introducció on Trinity escapa dels agents saltant d'immoble en immoble. Nombrosos elements narratius són d'altra banda similars entre els dos films.[4]
- L'escena final amb Jennifer Connelly ha estat reproduïda pràcticament a Requiem for a Dream (film que ha protagonitzat igualment) i a House of Sand and Fog.[4]
- El DVD porta en el bonus les escenes tallades al muntatge.
- Una versió « muntatge del director » director's cut és disponible en DVD i Blu-ray des de 2008. S'hi troben 15 minuts d'escenes inèdites però també la supressió de la veu off a l'escena d'obertura. El director estimava que el seu personatge hi descobria massa d'informacions sobre el contingut de la intriga.
- El director s'inspira àmpliament en el film Metropolis, de Fritz Lang, amb la finalitat de crear el seu univers.
- Kiefer Sutherland, gran fan de William Hurt, va acceptar immediatament el paper quan va saber que aquest formava part de la Repartiment.[4]

## Acollida
El film va ser un fracàs comercial, informant aproximadament 27 milions de dòlars al box-office mundial, dels quals 14 milions a Amèrica del Nord, per un pressupost de 27.
Ha rebut una acollida critica favorable, recollint un 74 % de critiques positives, amb una nota mitjana de 6,9/10 i sobre la base de 80 critiques recollides, en el lloc Rotten Tomatoes

## Premis i nominacions

### Premis
- Festival del film fantàstic d'Amsterdam 1998: premi a la millor pel·lícula
- Saturn Award a la millor pel·lícula de ciència-ficció 1999
- Premi Bram Stoker 1999: millor guió
- Festival internacional del film fantàstic de Brussel·les: premi del públic

### Nominacions
- Premis Saturn 1999: millor realització, millor guió, millor vestuari, millor maquillatge, millors efectes visuals
- Premi Hugo 1999: millor film